# Keethur, Belur
Keethur là một làng thuộc tehsil Belur, huyện Hassan, bang Karnataka, Ấn Độ.